# Рјавче
Рјавче (словен. Rjavče, итал. Eriacci) је насељено место у општини Илирска Бистрица, Приморско-нотрањска регија, Словенија.

## Историја
До територијалне реорганизације у Словенији биле су у саставу старе општине Илирска Бистрица.

## Становништво
У попису становништва из 2011. године, Рјавче је имало 37 становника.
| Број становника према пописима | Број становника према пописима | Број становника према пописима |
| ------------------------------ | ------------------------------ | ------------------------------ |
| 1991                           | 2002                           | 2011                           |
| 40                             | 31                             | 37                             |